# Rodney Village (Delaware)
Rodney Village je naseljeno područje za statističke svrhe u američkoj saveznoj državi Delaver. Prema popisu stanovništva iz 2010. u njemu je živjelo 1.487 stanovnika.